# Piattaforma Repubblicana
Piattaforma Repubblicana (in ucraino: Республіканська платформа - RP) è un partito politico ucraino di orientamento conservatore-liberale. Fondato nel 1990 come Partito Repubblicano Ucraino (Українська республіканська партія), assunse la denominazione di Partito Repubblicano Ucraino "Sobor" (Українська республіканська партія "Собор") nel 2002, dopo la fusione col Partito Popolare Ucraino "Sobor" (Українська народна партія "Собор"); nel 2011 cambiò nome in Piattaforma Ucraina "Sobor" (Українська платформа "Собор"), venendo ulteriormente ridenominato nel 2015.
I fondatori del Partito Repubblicano Ucraino erano stati, in gran parte, attivisti del Gruppo ucraino di Helsinki, organizzazione non governativa fondata nel 1976 con l'obiettivo di perseguire gli scopi fissati dagli Accordi di Helsinki in materia di diritti umani, mentre il Partito Nazionale Ucraino "Sobor" si era affermato nel 1999 in seguito ad una scissione dal Partito Democratico-Popolare.
Nel 1992 il partito dovette affrontare la defezione della sua componente più radicale, che dette vita al Partito Repubblicano Conservatore Ucraino (confluito in Patria nel 2001). Una seconda scissione si verificò nel 2006, quando Levko Luk'janenko lanciò un nuovo Partito Repubblicano Ucraino (da distinguere dal Partito Repubblicano d'Ucraina di Jurij Bojko).

## Risultati
| Elezione          | Voti      | %     | Seggi    |
| ----------------- | --------- | ----- | -------- |
| Parlamentari 1994 | 728.614   | 2,68  | 8 / 450  |
| Parlamentari 1998 | 721.966   | 2,72  | 7 / 450  |
| Parlamentari 2002 | 1.882.087 | 7,26  | 22 / 450 |
| Parlamentari 2006 | 3.539.140 | 13,96 | 81 / 450 |
| Parlamentari 2007 | 3.301.282 | 14,16 | 72 / 450 |
| 1. 2. 3. 4.       |           |       |          |